# Peter Wadhams
Peter Wadhams (14 mei 1948) is een Brits hoogleraar in de oceaanfysica aan de Universiteit van Cambridge. Hij is vooral bekend om zijn onderzoek naar het zee-ijs. In dat verband verrichtte hij uitgebreid onderzoek, en ondernam hij tal van expedities naar poolgebieden.
Wadhams waarschuwde meermaals voor het smelten van de ijskappen, en meer bepaald voor het gevaar van het plots vrijkomen van grote hoeveelheden methaangas, een krachtig broeikasgas.
Hij is voorstander van het gebruik van geo-engineering om het zee-ijs alsnog te redden.